# Georgia (tipografia)
Georgia é uma fonte tipográfica de serifa transitória projetada em 1993 por Matthew Carter e sugerida por Tom Rickner para a Microsoft Corporation, como a companheira serifada para a primeira fonte sem serifa da Microsoft, a Verdana. Microsoft lançou a versão inicial da fonte em 1 de novembro de 1996 como parte da coleção de fontes essenciais para a Web. Mais tarde, foi empacotada com o pacote suplementar de fontes do Internet Explorer 4.

## Exemplo de Georgia
O parágrafo seguinte está escrito em Georgia, caso esteja instalada no seu computador, senão é utilizada o tipo de letra monospace.

Design é um termo da língua inglesa que se refere a um determinado esforço criativo, seja bidimensional ou tridimensional, segundo o qual se projetam objetos ou meios de comunicação diversos para o uso humano. A tradução em português é portanto "projeto" e não "desenho", da qual é um falso cognato. Por este fato, ela é às vezes erroneamente traduzida como "desenho", mas não se refere diretamente ao ato de desenhar. Devido à influência da literatura inglesa e à baixa qualidade de algumas traduções, é comum encontrar nos países de língua portuguesa a palavra original, de forma que o profissional que trabalha na área de design (i.e. o projetista) é comumente chamado de designer.

ABCDEFGHIJKLMNOPQRSTUVWXYZ

abcdefghijklmnopqrstuvwxyz

1234567890

Exemplos de caracteres

IPA: /ɪgˈzɑːmpəl əv aɪpiːˈeɪ tɹɑːnˈskɹɪpʃən/.

Caracteres árabes: العربية.

Caracteres hebraicos: עברית.

Caracteres cirílicos: Кирилица.

Caracteres gregos: Ελληνικά.